# Edukacja wczesnoszkolna
Edukacja wczesnoszkolna – w obowiązującym w Polsce systemie edukacji pierwszy (młodszy) etap szkoły podstawowej. Obejmuje dzieci z klas 1–3, a więc dzieci w wieku 7–10 lat. Na tym etapie edukacji zajęcia przeprowadzane są głównie przez jednego nauczyciela, który pełni funkcję wychowawcy. Na świadectwie, zamiast ocen punktowych, znajduje się ocena opisowa m.in. postępów, aktywności, zachowania i zaangażowania ucznia.